# Raub der Persephone

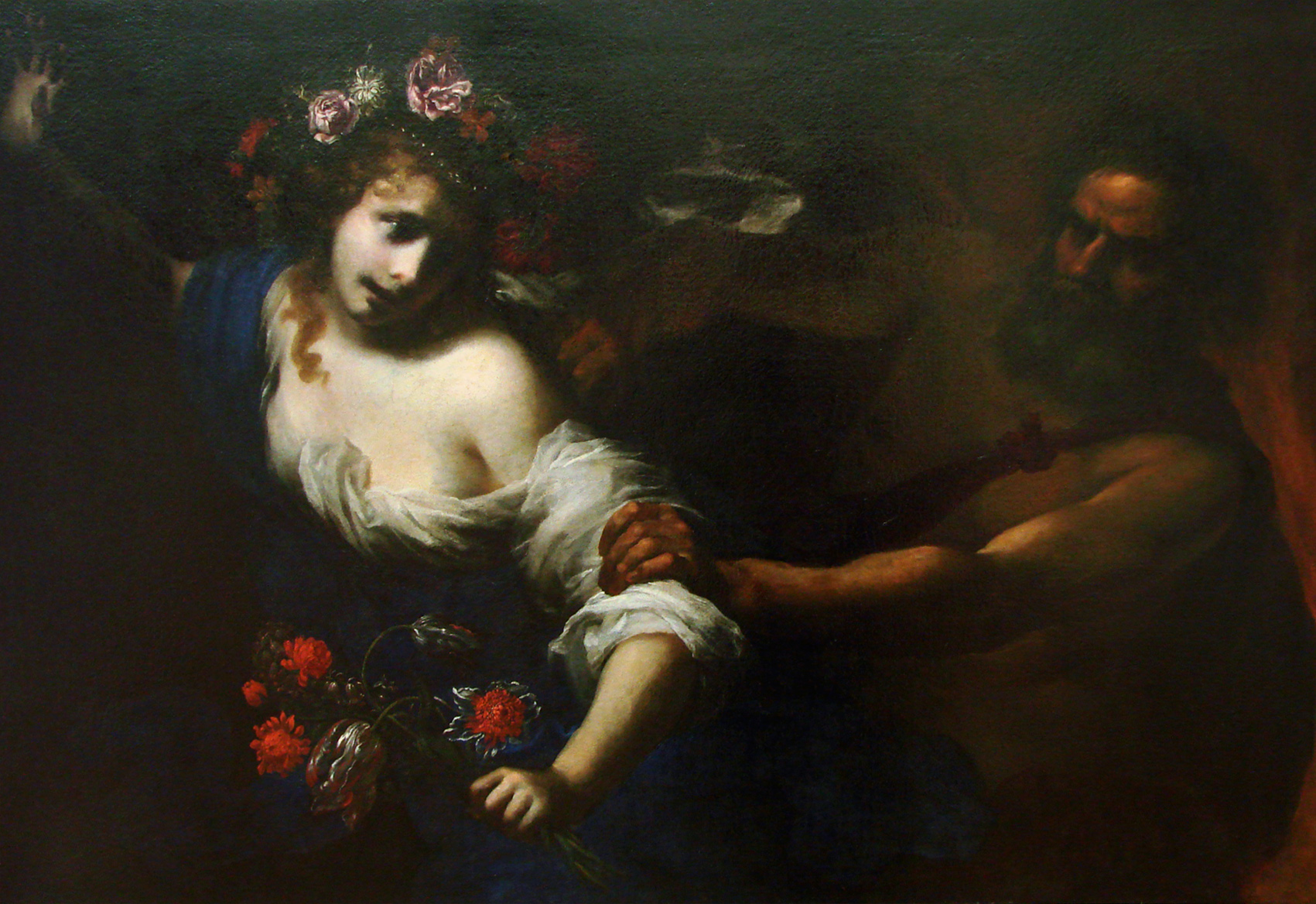
Raub der Persephone (Simone Pignoni, ca. 1650)

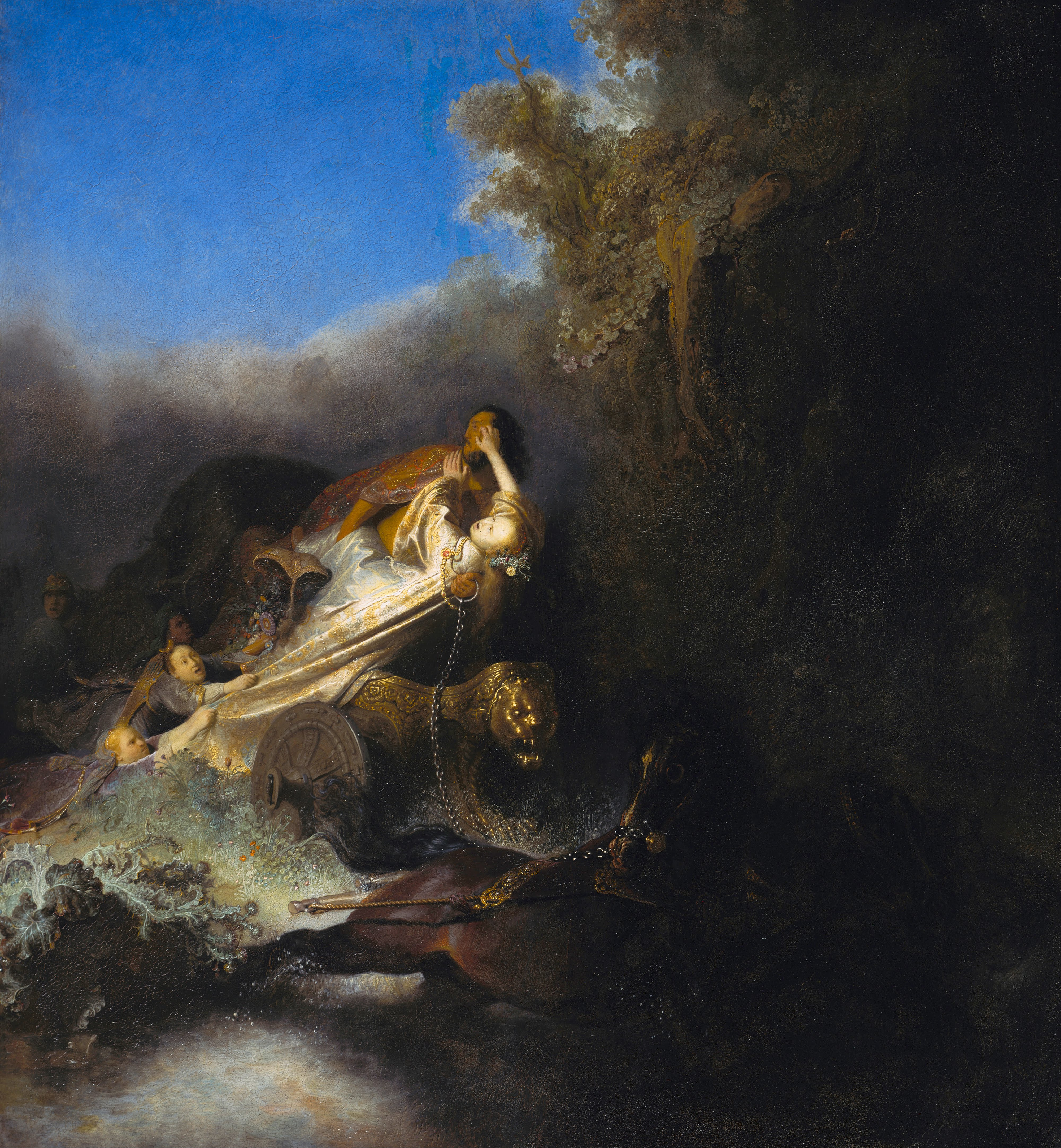
Die Entführung der Persephone (Rembrandt van Rijn, ca. 1631)

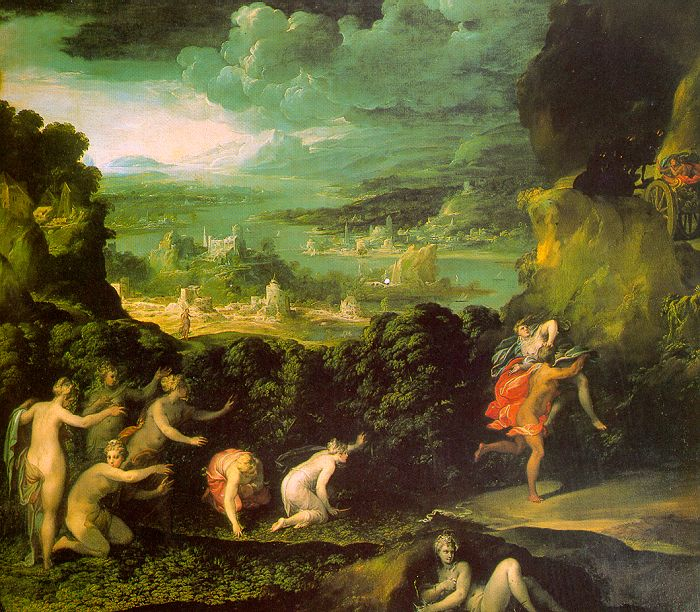
Proserpina ruft nach ihren Gefährtinnen (Nicolò dell’Abbate, 16. Jahrhundert)

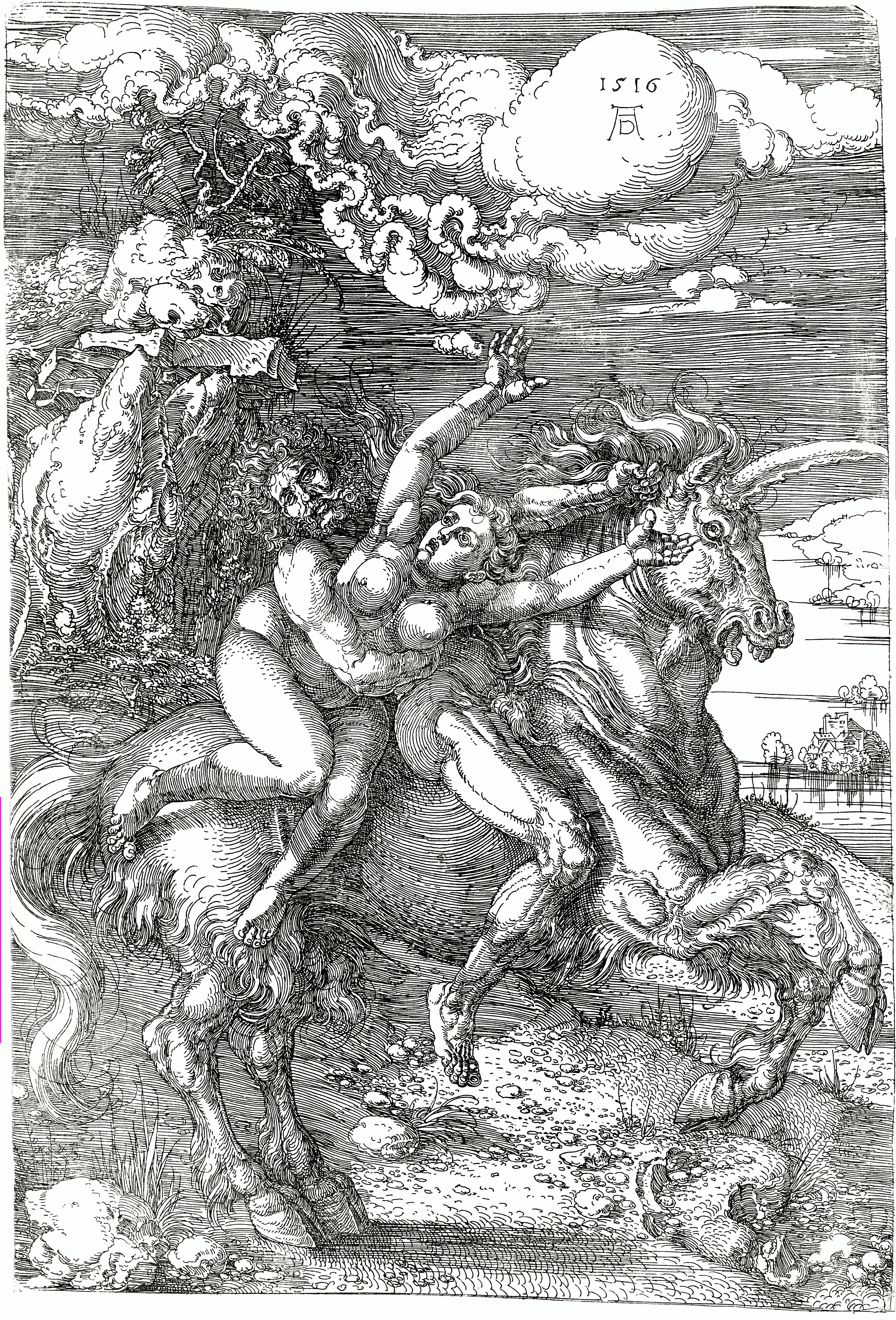
Raub der Proserpina (Albrecht Dürer, Radierung 1516)

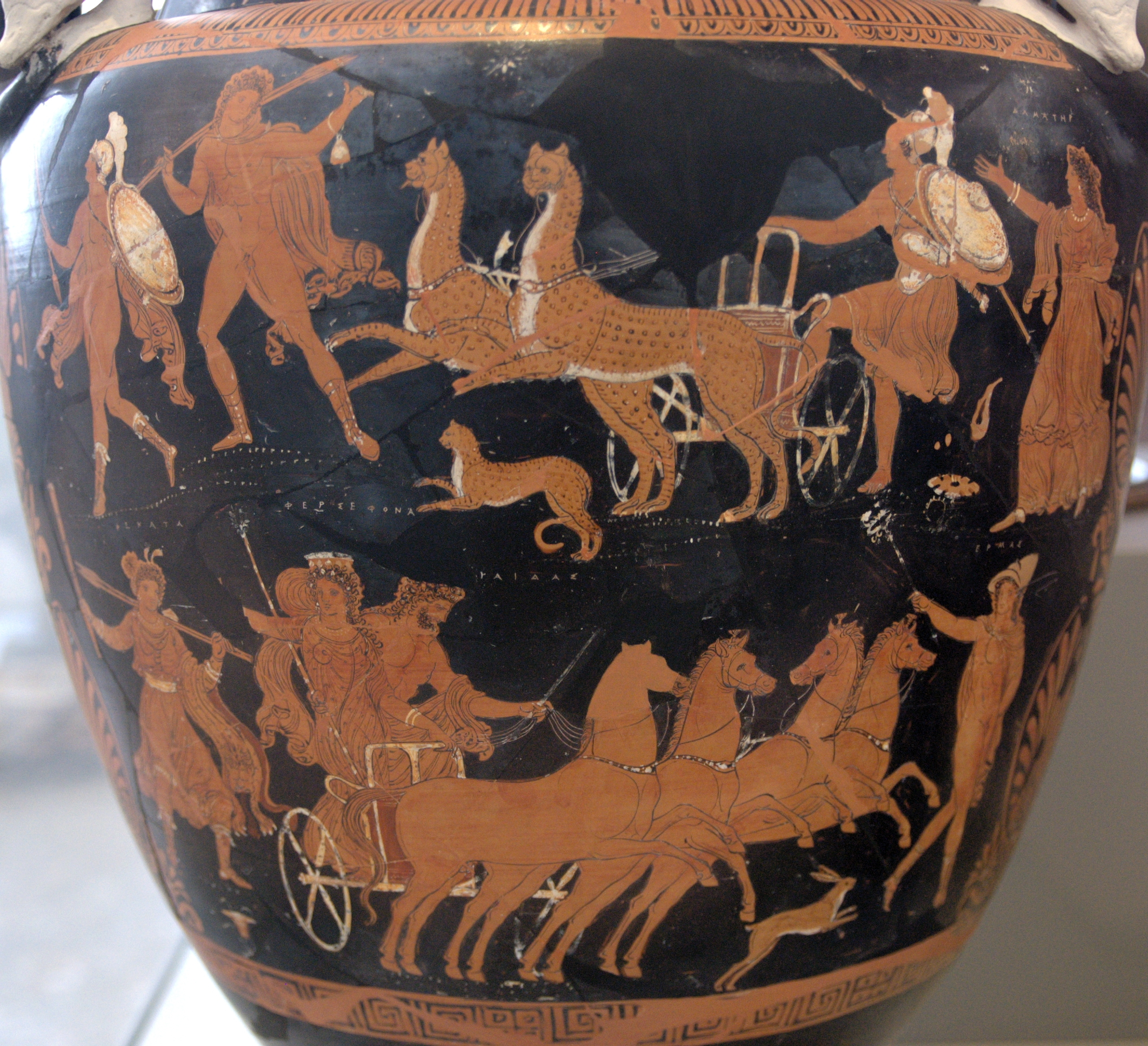
Raub der Persephone. Unten Hades und Persephone auf der Quadriga, rechts davon Hermes. (Persephone-Krater, Antikensammlung Berlin)

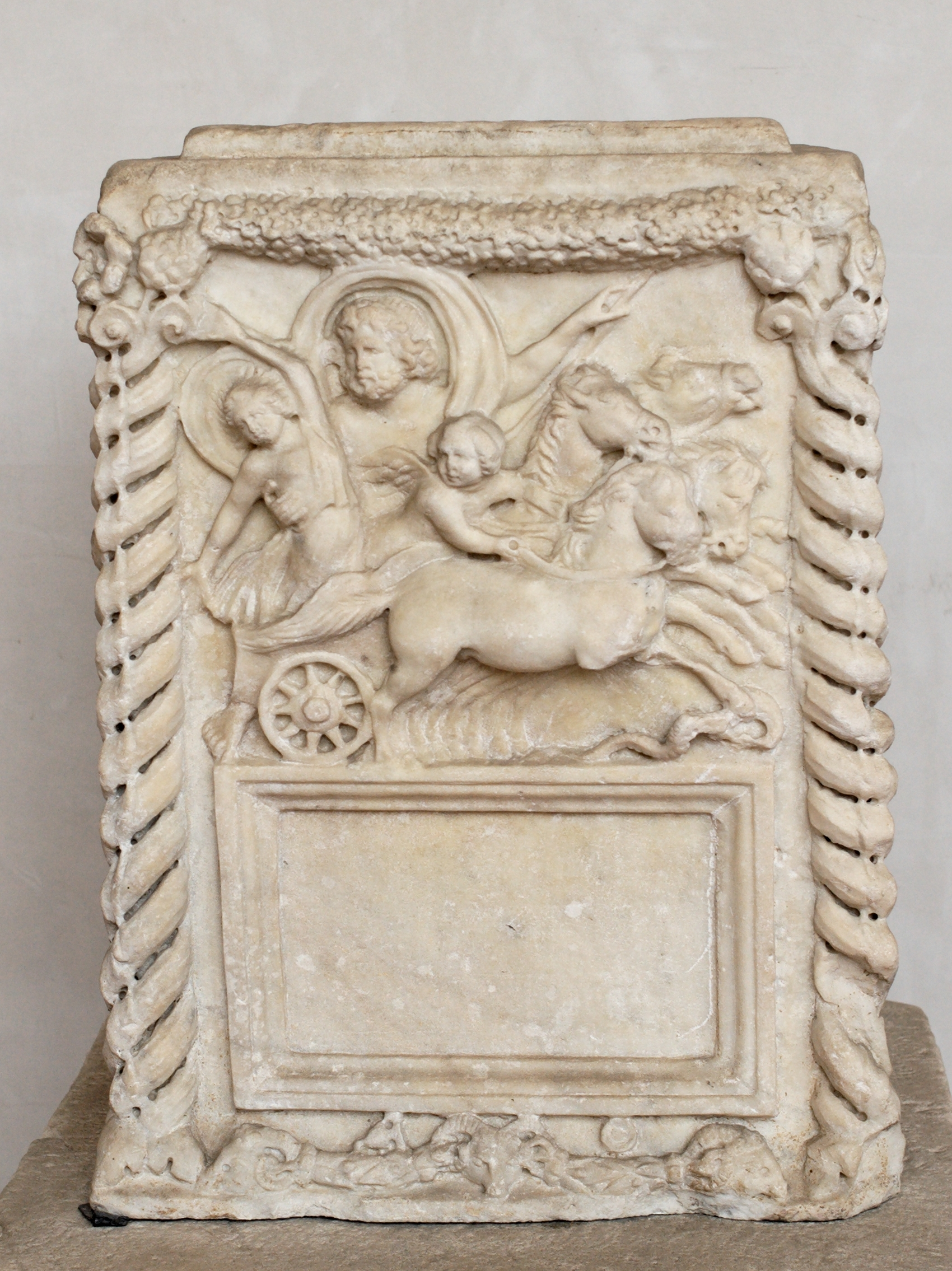
Raub der Proserpina (römischer Grabaltar, 2. Jahrhundert)

Der Raub der Persephone in der griechischen Mythologie bzw. der Raub der Proserpina in der römischen Mythologie ist die Erzählung von der Entführung von Kore, der Tochter Demeters (lateinisch: Ceres), durch Hades (lateinisch: Pluto), den Herrscher der Unterwelt, von der verzweifelten Suche der Mutter und der gefundenen Lösung, nach der Kore als Persephone, Königin der Toten, nur einen Teil des Jahres in der Unterwelt weilt. Dieser Mythos fungiert als Aition dafür, dass die Natur nur zu einem Teil des Jahres Früchte bringt.

## Mythos
Der Mythos vom Raub der Persephone liegt in mehreren Versionen in unterschiedlichen Quellen vor. Er findet bereits eine kurze Erwähnung in der Theogonie (Vers 914), die Hesiod um 700 v. Chr. verfasste. Eines der frühesten Textzeugnisse, ein Chorlied in der Helena des Euripides (412 v. Chr.) nennt die Bergmutter vom kleinasiatischen Idagebirge als Mutter des geraubten Mädchens. Im vierten Jahrhundert nach Christi Geburt schrieb Claudius Claudianus De raptu Proserpinae, ein Epos in drei Büchern. 
Es soll zunächst die wohl älteste, nahezu vollständige Erzählung, nämlich der homerische Hymnus 2 An Demeter, wiedergegeben werden und anschließend die für die Nachwirkung und die Kunstgeschichte der Neuzeit wichtigste Version, nämlich die des römischen Dichters Ovid.

### Homerischer Hymnus

#### Vorgeschichte
Zeus schenkte Persephone, seine Tochter mit seiner Schwester Demeter, seinem Bruder Hades, dem Gott der Unterwelt. Da Zeus nicht erwarten konnte, dass Demeter dieser Verbindung  zustimmen würde, veranlasste er Gaia, die Erde, den Hades bei der Entführung zu unterstützen.

#### Raub
An diesem Punkt setzt der homerische Hymnus ein. Er zeichnet eine Idylle, die jäh unterbrochen wird:
Fern von Demeter, der Herrin der Ernte, die mit goldener Sichel schneidet, spielte sie und pflückte Blumen mit den Töchtern des Okeanos, Rosen, Krokus und schöne Veilchen, Iris, Hyazinthen und Narzissen. Die Erde brachte die Narzisse hervor als wundervolle Falle für das schöne Mädchen nach Zeus' Plan, um Hades, der alle empfängt, zu gefallen. Sie war für alle, unsterbliche Götter und sterbliche Menschen, ein wundervoller Anblick, aus ihren Wurzeln wuchsen einhundert Köpfchen, die einen so süßen Duft verströmten, dass der ganze weite Himmel droben und die ganze Erde lachten und die salzige Flut des Meeres. Das Mädchen war bezaubert und streckte beide Hände aus, die Pracht zu greifen. Doch als sie es tat, öffnete sich die Erde und der Herrscher Hades, dem wir alle begegnen werden, brach hervor mit seinen unsterblichen Pferden auf der Ebene von Nysa. Der Herr Hades, Sohn des Kronos, der mit vielen Namen genannte. Um Erbarmen flehend, wurde sie in den goldenen Wagen gezerrt.

#### Demeters Suche
Keiner hörte Kores Schreie, außer der Sonnengott Helios, der sich von Vorgängen auf der Erde jedoch niemals beirren lässt, und Hekate in ihrer Höhle.
Schließlich aber drang Kores Not auch an das Ohr der Mutter, die sich sofort aufmachte, die Tochter zu suchen, sie aber nicht finden konnte.
Neun Tage lang irrte sie über die Erde, weder Ambrosia noch Nektar zu sich nehmend, neun Nächte lang suchte sie, eine Fackel in Händen, nach einer Spur ihrer Tochter.
Am zehnten Tag schließlich traf sie Hekate, die ebenfalls eine Fackel trug und ihr über die Entführung berichtete, den Entführer jedoch nicht benennen konnte.
Darauf stiegen Demeter und Hekate, beide flammende Fackeln in Händen, auf zum Palast des Helios, der Demeter auf ihr eindringliches Flehen hin eröffnete, dass Hades die Tochter geraubt habe. Sie solle sich aber darüber nicht allzu sehr bekümmern, er sei ja ein Gott, zudem ihr Bruder und Herrscher über ein Drittel der Welt.

#### Demeter in Eleusis
Demeter jedoch war über den Raub entsetzt und fern davon, sich zu beruhigen.
Sie wollte mit den Göttern nichts mehr zu tun haben und verließ den Olymp, verwandelte ihre Gestalt in die einer alten Frau und wanderte so unter den Menschen, die sie nicht erkannten. So kam sie nach Eleusis zum Jungfrauenbrunnen, wo sie sich unter einem Olivenbaum niederließ. Zu diesem Brunnen kamen die Töchter des Königs Keleos von Eleusis: Kallidike, Kleisidike, Demo und Kallithoe. Sie fragen die vermeintliche Alte, woher sie denn komme und wieso sie so fern ihrer Heimat sei. Demeter antwortete, ihr Name sei Doso, sie komme aus Kreta und sei von Piraten geraubt worden, diesen jedoch schließlich entkommen.
Daraufhin luden die Töchter des Keleos Demeter in das Haus ihres Vaters ein, wo sie freundlich von dessen Frau Metaneira empfangen wurde. Doch die Göttin war still und voll Trauer, wollte nichts essen und nichts trinken, bis die Dienerin Iambe sie durch lose Scherze zum Lächeln brachte. Den angebotenen Wein wies sie ab, verlangte aber stattdessen Kykeon als Trank.
Die Göttin übernahm dann die Pflege des Demophon, des spätgeborenen Sohnes von Keleos und Metaneira.
Sie salbte den Knaben mit Ambrosia, wodurch er wunderbar gedieh und eher einem Gott als einem Menschen glich, als sie ihn aber eines Nachts in das Feuer hielt, um ihn so unsterblich zu machen, wurde sie von Metaneira überrascht, die ein großes Geschrei erhob, da sie meinte, eine verrückte alte Amme wolle ihren Sohn verbrennen.
Dadurch war die Göttin sehr erzürnt und riss den Knaben aus dem Feuer, wodurch dieser dem Tod verfallen blieb. Dann zeigte sie sich in ihrer wahren Gestalt und verlangte, dass man ihr in Eleusis einen Tempel errichte, was auch geschah. Als Demeter schließlich die Mysterien von Eleusis stiftete, wurde Keleos der erste der Hohepriester.

#### Kores Rückkehr
Zuvor aber ließ sie ihrem Zorn und ihrer Verzweiflung freien Lauf: Sie befahl den Pflanzen, nicht mehr zu sprießen, und schon bald war alles Land verödet, so dass die Gefahr bestand, dass alle Menschen an Hunger sterben und die Götter allein im Olymp bleiben, ohne die ihnen bislang so angenehmen Opferrauchwolken.
Zeus sandte daher den Hermes zu Hades, er möge um des allgemeinen Götterwohls willen Kore freigeben.
Hades schien sich dem Willen des Zeus widerstrebend zu beugen, zwang Persephone aber, bevor sie den Wagen des Hermes bestieg, einige Granatapfelkerne als Speise auf.
Als Kore nun zu Demeter zurückgekehrt war, fragte die Mutter sie, ob sie in der Unterwelt auch nichts gegessen habe, worauf Kore bekennt, sie sei von Hades genötigt worden, einige Granatapfelkerne zu essen.
Da das geschehen ist und niemand, der von der Speise der Toten gekostet hat, auf Dauer in der Oberwelt bleiben kann, musste Persephone vier Monate in der Unterwelt mit Hades leben, die restlichen acht Monate durfte sie auf der Erde bei ihrer Mutter verbringen.
Demeter fand sich schließlich mit dieser Regelung ab und willigte ein, die Fruchtbarkeit der Erde wiederherzustellen.
Sie stieg auf die Erde hinab, wo sie auf dem Feld des Rharos bei Eleusis das erste Korn sprießen ließ und die Eleusinischen Mysterien stiftete.
Die vier Monate in der Unterwelt stellen die unfruchtbare Zeit auf der Erde dar, Demeter ist traurig, und daher blüht keine Pflanze, aber wenn ihre Tochter bei ihr ist, blüht und gedeiht alles.

### Metamorphosendes Ovid
Von Ovid wurde der Stoff des Raubs der Proserpina zweimal behandelt, nämlich in seinem bekanntesten Werk, den Metamorphosen, und in den Fasti.

#### Raub
Die Metamorphosen beginnen mit einer etwas anderen Schilderung: Bei der Gigantomachie wurde der Gigant Typhon unter Sizilien begraben, wo er immer noch ruhelos gegen seine Bande ankämpft und die Erde zum Beben bringt. Pluto in der Unterwelt fürchtet um sich und sein Reich und vor allem, dass die Erde bersten und die Sonne in sein Schattenreich scheinen könnte. Der furchtsame Hades hat Tradition. In der Theogonie des Hesiod heißt es, dass Hades zitternd in der Unterwelt blieb, während sein Bruder Zeus tapfer eine Schlacht mit Typhon auskämpfte und ihn schließlich bezwang. Um sich zu beruhigen, besteigt Pluto seinen von vier schwarzen Rossen gezogenen Wagen, um die Fundamente Siziliens zu inspizieren.

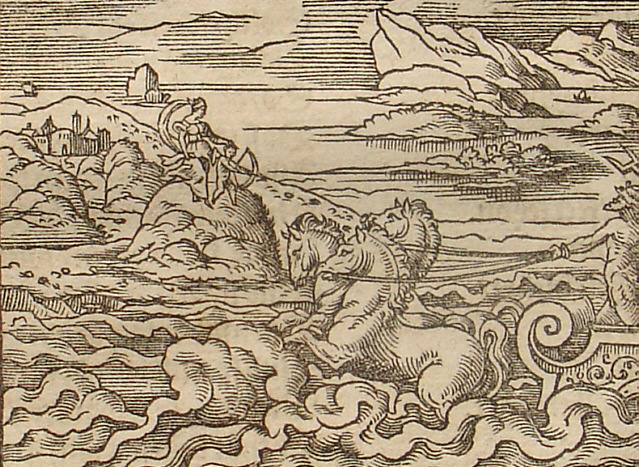
Venus und Amor sehen Pluto in seinem Wagen (Virgil Solis, 1581).

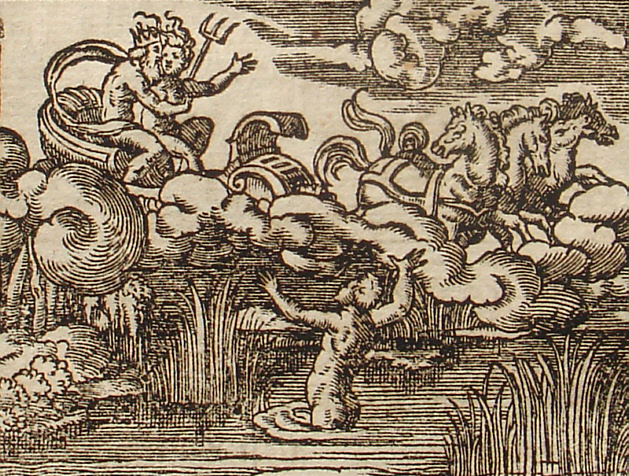
Pluto fährt durch die Quelle der Cyane hinab in die Unterwelt (Virgil Solis, 1581).

Auf dieser Fahrt bemerkt ihn Venus, die in Gesellschaft des Amors hoch auf den Bergen thront. Sie meint, dass, nachdem kein Teil der Welt von den Pfeilen Amors verschont bleiben solle, auch die Unterwelt nun ihr Teil an der Macht der Liebe zu spüren bekommen solle. Und außerdem sei ihr die bislang immer noch jungfräuliche Proserpina ohnehin schon ein Dorn im Auge. Minerva und Diana hätten sich schon der Jungfräulichkeit verschworen und sich ihrer Macht entzogen, sie könne es nicht weiter hinnehmen, wenn sich das ausbreite. Amor solle unverzüglich den stirnrunzelnd Inselfundamente begutachtenden Pluto mit seinem Pfeil treffen.
Die Entführung findet bei Ovid am See Pergusa in der Nähe von Enna auf Sizilien statt:
Mit tiefgehender Flut liegt nahe den Mauern von Henna,

Pergus genannt, ein See. Mehr Sänge von Schwänen als dieser

Hört selbst nicht in dem Strom hingleitender Wellen Caystros.

Rings das Ufer entlang kränzt Wald die Gewässer und wehret

Phöbus' glühendem Stich mit dem Laub, wie mit schützendem Vorhang.

Kühlung beut das Gezweig, und die Au nährt tyrische Blumen.

Ständiger Frühling herrscht. …
Pluto, von Amors Pfeil getroffen, sieht die dort mit ihren Gefährtinnen spielende und Blumen pflückende Proserpina, entbrennt in Liebe, packt sie und rast davon – „so ist die Hast der plötzlichen Liebe“ – über Stock, Stein und den in Schwefeldünsten brodelnden Palicorum Lacus.
Die Nymphe Cyane hatte den Mut, sich Hades in den Weg zu stellen, der aber ließ die Erde sich auftun und fuhr mit dem Wagen und der sich sträubenden Braut hinab in die Unterwelt.
Cyane war über ihr Versagen so untröstlich, dass sie sich buchstäblich in Tränen auflöste und in die Cianequelle verwandelt wurde.

#### Suche der Ceres

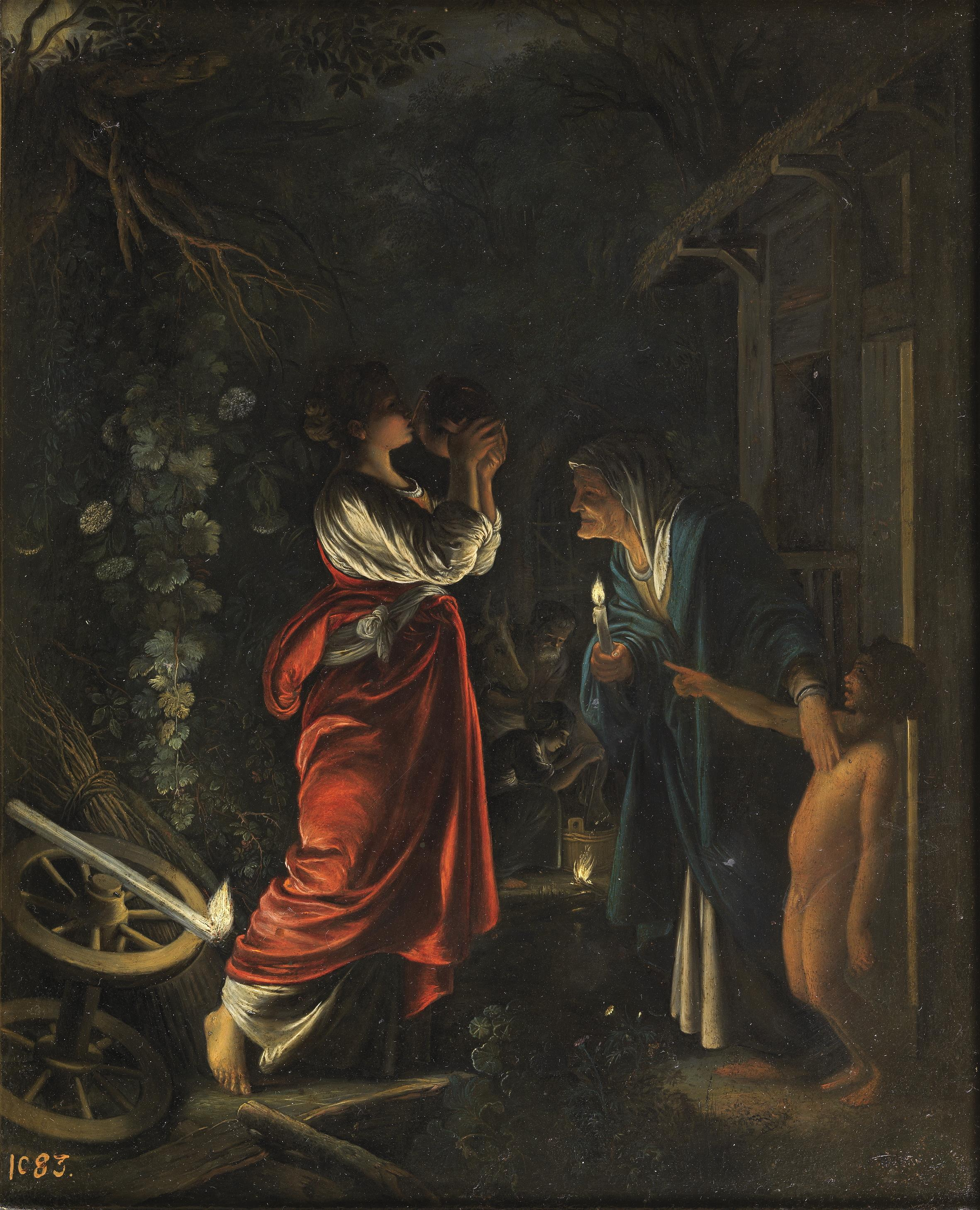
Ceres wird von Askalabos verspottet (Gemälde von Adam Elsheimer, 1562).

Auch bei Ovid machte sich nun die Ceres auf, die verlorene Tochter zu suchen. Auch sie trägt Fackeln bei ihrer nächtlichen Suche, freilich sind es jetzt ganze Fichtenstämme, die sie am Ätna entzündet. Als sie bei ihrer rastlosen Suche durstig wird, und von Misme, einem alten Weib, freundlich empfangen wird, die ihr Kykeon zu trinken gibt, den sie einem Zug austrinkt, wird sie von Askalabos verspottet, der sich lustig macht über ihr gieriges Trinken. Zur Strafe wird er von Ceres in eine Sterneidechse verwandelt.
Als Ceres auf der Suche nach ihrer Tochter den ganzen Erdkreis durchsucht hatte, kam sie nach Sizilien zurück und schließlich zur Quelle der Cyane. Die hätte ihr sagen können, was mit Proserpina geschehen war, aber in ihrem verwandelten Zustand hatte sie weder Zunge noch Lippen. So ließ die den verlorenen Gürtel der Persephone auf der Oberfläche des Wassers treiben. Als Ceres den Gürtel nun sah, wurde ihr klar, was geschehen war. Der Gürtel einer Frau gilt ja allgemein als Symbol der Jungfräulichkeit, bei den Römern war er das in besonderem Maß. Bei der römischen Hochzeit wurde der Gürtel mit einem besonderen Knoten, dem Nodus Herculaneus, gebunden, den der Bräutigam in der Hochzeitsnacht lösen musste, bevor es zur ersten Vereinigung der Brautleute kommen konnte.
Ceres war nun völlig verzweifelt. Sie verfluchte die Umgebung und die ganze Welt, entzog der Erde die Fruchtbarkeit, verdarb allen Samen und tötete Vieh und Bauern in einem. Angesichts dieses hemmungslosen Vernichtungswillens steigt die Nymphe Arethusa aus ihrer Quelle, die durch ihre weit reichenden unterirdischen Verbindungen vom Verbleib der Proserpina wusste. Sie bat Ceres, die unschuldige Erde zu schonen, und eröffnete ihr, dass ihre Tochter nun Königin unter den Toten sei. Ceres, nun nicht nur verzweifelt, sondern auch äußerst empört, trat darauf vor Jupiter und forderte von ihm die Rückkehr der Tochter. Der willigte ein, unter der Bedingung, dass Proserpina unten im Hades noch keinerlei Speise zu sich genommen habe.

#### Proserpinas Rückkehr
Ceres macht sich auf, die Tochter zu holen, doch das sollte nicht sein. Proserpina hatte lustwandelnd in einem Garten der Unterwelt einen Granatapfelbaum gesehen und von seiner Frucht gekostet, nur sieben Kerne. Niemand hatte es gesehen, außer Ascalaphus, einem Geschöpf der Unterwelt, das zur Strafe von Proserpina in einen Uhu verwandelt wurde, indem sie ihn mit dem Wasser des Phlegeton bespritzte.

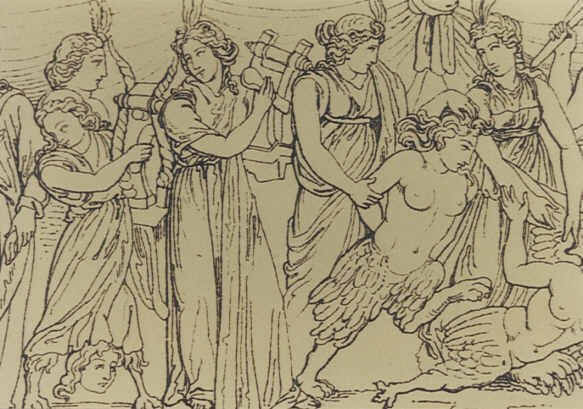
Verwandlung der Gefährtinnen in Sirenen (1885)

Aber auch die Gefährtinnen der Proserpina werden verwandelt: Nachdem sie alle Lande der Welt nach ihr durchsucht hatten, wurden schließlich ihre sehnsüchtigen Rufe nach der geraubten Gespielin auch über die Meere getragen und daher von den Göttern in die gefiederten Sirenen verwandelt, die nur noch der menschliche Kopf von den Vögeln des Meers unterscheidet.
Schließlich finden sich alle damit ab: sechs Monate lang muss Proserpina in der Unterwelt bleiben und sechs Monate lang ist sie bei ihrer Mutter.
Es folgt in der Erzählung Ovids die Verwandlung der Arethusa und anschließend der ebenfalls mit den Mysterien von Eleusis zusammenhängende Mythos von Triptolemos.

Illustrationen zu Ovid von Johann Ulrich Krauß, 1690
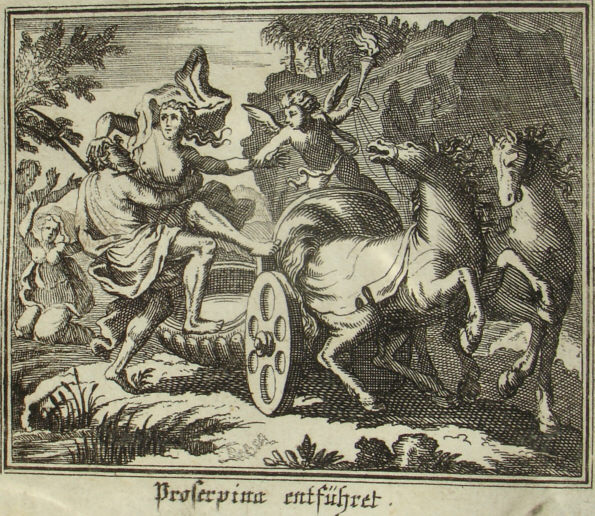
Pluto zieht Proserpina auf seinen Wagen.
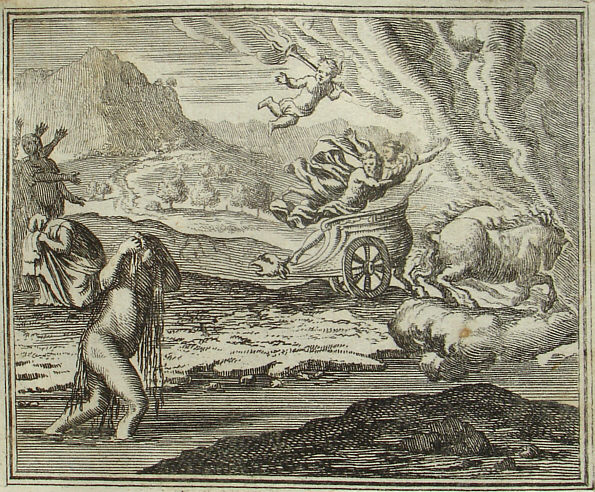
Cyane löst sich in Tränen auf.
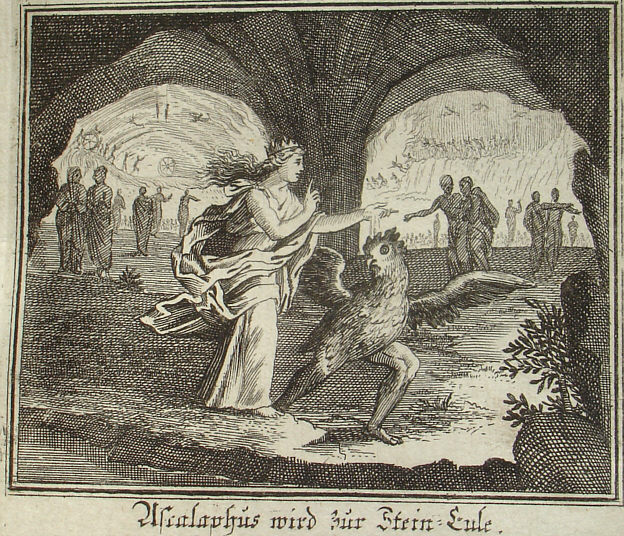
Ascalaphus wird in eine Eule verwandelt
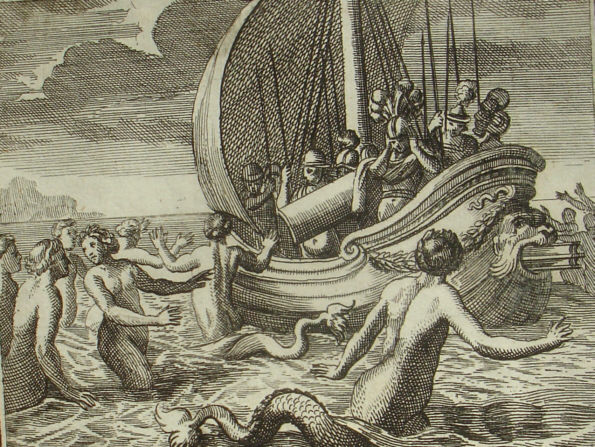
Die Gefährtinnen der Proserpina werden in Sirenen verwandelt.
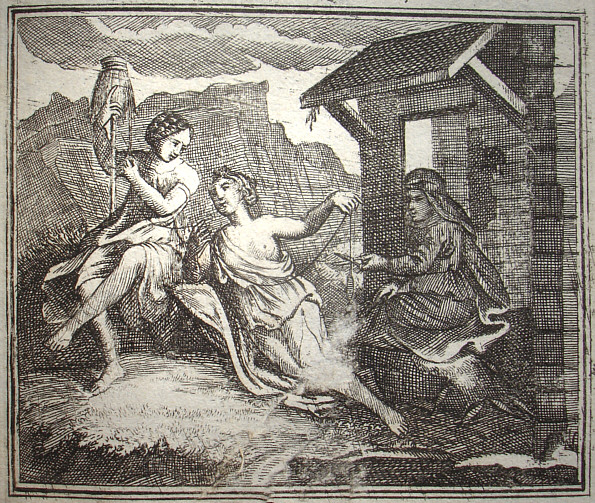
Proserpina ist heimgekehrt.

### Fastides Ovid

#### Ceres in Sizilien
Den Raub der Proserpina behandelt Ovid ein weiteres Mal in den Fasti (4,417–620), einem römischen Festtagskalender in Gedichtform, und dort unter dem Datum des 12. April, dem Tag, an dem im römischen Festkalender die Ludi Cereris beginnen, die Spiele zu Ehren der Ceres.
Ovid zügelt hier seine dichterische Phantasie, daher ist seine Erzählung etwas konventioneller:
Arethusa hat die Matronen nach Sizilien zur heiligen Feier geladen und auch Ceres kommt, von Proserpina begleitet, die sich derweil auf einer Wiese mit Blumenpflücken vergnügt. Da sieht sie ihr Onkel Pluto und raubt sie. Als ihre Gefährtinnen bemerken, dass Proserpina verschwunden ist, brechen sie in laute Klage aus. Ceres hört das, als sie nach Enna kommt, und macht sich sofort auf die Suche nach ihrer Tochter, folgt ihrer Spur, aber verliert sie dann. Ovid zählt die Stationen der Suche auf:
1. Leontini, an der Ostküste 50 km nördlich von Syrakus, der Überlieferung nach Heimstatt der menschenfressenden Laistrygonen,
2. den Fluss Amenanus, später Amenas, ein kleiner Fluss, der einst von Leontini nach Catania floss,
3. den Fluss Akis, in der Nähe des heutigen Acireale mündend,
4. die Quellen von Ciane, etwa 7 km südwestlich des Stadtzentrums von Syrakus, und
5. die Quelle des Anapus, in den Ciane mündet, der auf dem Monte Lauro bei Palazzolo Acreide entspringt,
6. Gelas, ein Fluss, der bei Gela an der Südküste mündete,
7. Ortygia, eine kleine Insel vor Syrakus und deren historisches Zentrum,
8. Megara Hyblaea, eine antike Stadt 10 km südlich von Augusta (Sizilien),
9. Pantagias, der in die Bucht von Megara Hyblaea mündet,
10. die Mündung des Symaethus, ein Fluss bei Hybla Major,
11. die Höhlen der Kyklopen, möglicherweise Höhlen am Meer am Fuß des Ätna,[14]
12. den Ort, der nach der gekrümmten Sichel benannt ist – entweder Messina, das früher Zancle hieß (von griechisch ζάγκλη, „Winzermesser“, „Sichel“) oder Drepanum (von griechisch δρέπανον, „Sichel“),[15]
13. Himera, eine antike Stadt an der Nordküste zwischen Panormus (heute Palermo) and Cephaloedium (modern Cefalù),
14. Dydime, das heutige Salina, eine der Liparischen Inseln,
15. das antike Akragas, südlich des heutigen Agrigent,
16. Tauromenium, das heutige Taormina,
17. Mylae, heute Milazzo,
18. Camerina, 16 km südwestlich von Vittoria an der Südküste,
19. Thapsus, auf der Halbinsel Magnisi bei Priolo Gargallo, 18 km nordöstlich von Syrakus,
20. der schluchtartige Oberlauf des Helorus, des heutigen Tellaro, und
21. der Eryx, ein Berg nah dem Nordwestkap Siziliens.

Zuletzt heißt es, sie habe ganz Sizilien durchsucht, von allen drei Enden her, wobei als die drei Landspitzen Siziliens genannt werden, angefangen mit dem ihrer letzten Station am nächsten gelegenen
- Pelorias, heute Punta del Faro, das Kap im Nordosten Siziliens – hier wurden von Strabon[16] die Sirenen verortet,
- Lilybaeum, das heutige Marsala, das Kap im Nordwesten, und
- Pachynum, heute Capo Passero, das Kap an der Südostspitze Siziliens, genannt werden.

Zuletzt ist Ceres wieder am Ätna und entzündet zwei Fichten als Fackeln an dessen Feuerschlund, dem Maul des Typhon, wobei Ovid ausdrücklich darauf hinweist, dass deshalb die Initianden der Mysterien von Eleusis bei der Einweihung Fackeln trügen. Dort sei eine Höhle, ein raues Geklüft, fremd den Menschen und den Tieren ein Abscheu, dort nimmt die Ceres sich zwei Schlangen, spannt sie vor ihren Wagen und fährt durch die Lüfte nach Attika.

#### Ceres in Eleusis: Triptolemos
Dort lässt sie sich nieder, sitzt auf einem Stein, dem traurigsten Stein – oder dem Stein der Trauer, dort bleibt sie, tagelang sitzend, unbewegt von Regen noch Mond, aber das Land, auf dem der Stein liegt, ist Eigentum eines alten Mannes, des Celeus. Der hat Waldfrüchte, Eicheln und Brombeeren und Gestrüpp zum Feuern gesammelt und kommt auf dem Heimweg vorbei an der Stelle, wo Ceres in Gestalt einer alten Frau traurig auf ihrem Stein sitzt, das Haar unter einer Haube verborgen. Die Tochter des Alten, die zwei Ziegen heimtreibt, fragt Ceres, was mit ihr ist, und der Alte bittet sie, unter seinem Dach sich zu erholen, doch Ceres lehnt ab und wünscht dem Alten, dass er sich auf immer seiner Kinder erfreuen möge, sie aber sei untröstlich, denn man habe ihr die Tochter geraubt. Götter können nicht weinen, aber ihr Schmerz ist so groß, dass aus ihrem Auge ein kristallener Tropfen gepresst wird. Der Alte und seine Tochter, vom Mitleid gerührt, vergießen nun Tränen, und der Alte bittet Ceres erneut, sie möge doch seine bescheidene Hütte nicht verachten.
Da willigt Ceres ein und erhebt sich. Auf dem Weg erzählt ihr der Alte, dass sein kleiner Sohn Triptolemos sehr krank sei und keinen Schlaf finde, da ihn die Schmerzen zu sehr quälten. Da pflückt Demeter etwas Schlafmohn, kostet davon und bricht so ihr Fasten, weshalb auch die Einweihungsuchenden in Eleusis in gleicher Weise ihr Fasten brächen. Als sie in der Hütte des Celeus ankommen, sind alle in Trauer, da keiner mehr an die Rettung des Knaben glaubt. Als aber die Göttin ihn mitleidig küsst, kehrt er ins Leben zurück und gesundet zusehends.
Man setzt sich zum Essen: Es gibt Quark in Molke mit Äpfeln und Honig, Ceres aber will nichts essen und gibt nur dem Knaben Mohn in warmer Milch zu trinken.
Später, mitten in der Nacht nimmt sie ihn auf den Schoß, spricht drei geheime Sprüche über ihn und bedeckt ihn dann mit Glut aus dem Herd, um alles Sterbliche aus ihm wegzubrennen und ihn so unsterblich zu machen. Da erwacht Metaneira, erhebt ein Geschrei und reißt das Kind aus der Glut. Darauf spricht die Göttin:
Unversehns hast Du gesündigt: Mutterfurcht wendet die Gabe ab und der Knabe bleibt dem Tode verfallen, doch zuvor wird er ackern und säen und ernten.
Darauf besteigt sie den Drachenwagen, erhebt sich in die Luft und fliegt über Griechenland und entlang der Grenzen des Erdkreises, der damals u. a. entlang Rhein und Rhone verlief, sucht weiter nach ihrer Tochter, doch immer vergeblich.
Sie steigt bis zu den zirkumpolaren Sternen auf und wird von denen an die alles sehende Sonne verwiesen. Von Helios erhält sie dann die bekannte Auskunft. Auch hier gestattet Jupiter schließlich die Rückkehr, sofern Proserpina in der Unterwelt nichts gegessen hat, aber der daraufhin ausgesandte Mercurius berichtet, sie habe drei Granatapfelkerne gegessen. Darauf fällt Ceres in Trauer und wäre selbst auf immer hinabgestiegen in die Unterwelt zu ihrer Tochter, hätte nicht Jupiter zugegeben, dass Proserpina die Hälfte des Jahres in der Oberwelt weilt.

### Ort der Entführung
Der Ort der Entführung wechselt mit der Version des Mythos, aber nicht nur beiläufig. Teilweise wird dem Ort des Geschehens, nämlich dem Ort des Raubes besondere Bedeutung beigemessen.
Im homerischen Hymnus ist es die Ebene von Nysa, ein sonst nicht lokalisierter Ort. Es gibt zwar den Berg Nysa als Geburtsort des Dionysos bzw. die nysäischen Nymphen als Betreuerinnen des Dionysoskindes bzw. Nysa als Amme des Dionysos; wo aber die Ebene Nysa zu lokalisieren wäre, ist ungewiss.
Cicero nennt das sizilische Henna; ihm folgen Diodor und Ovid. Hyginus nennt Sizilien.

## Bildnerische Darstellungen

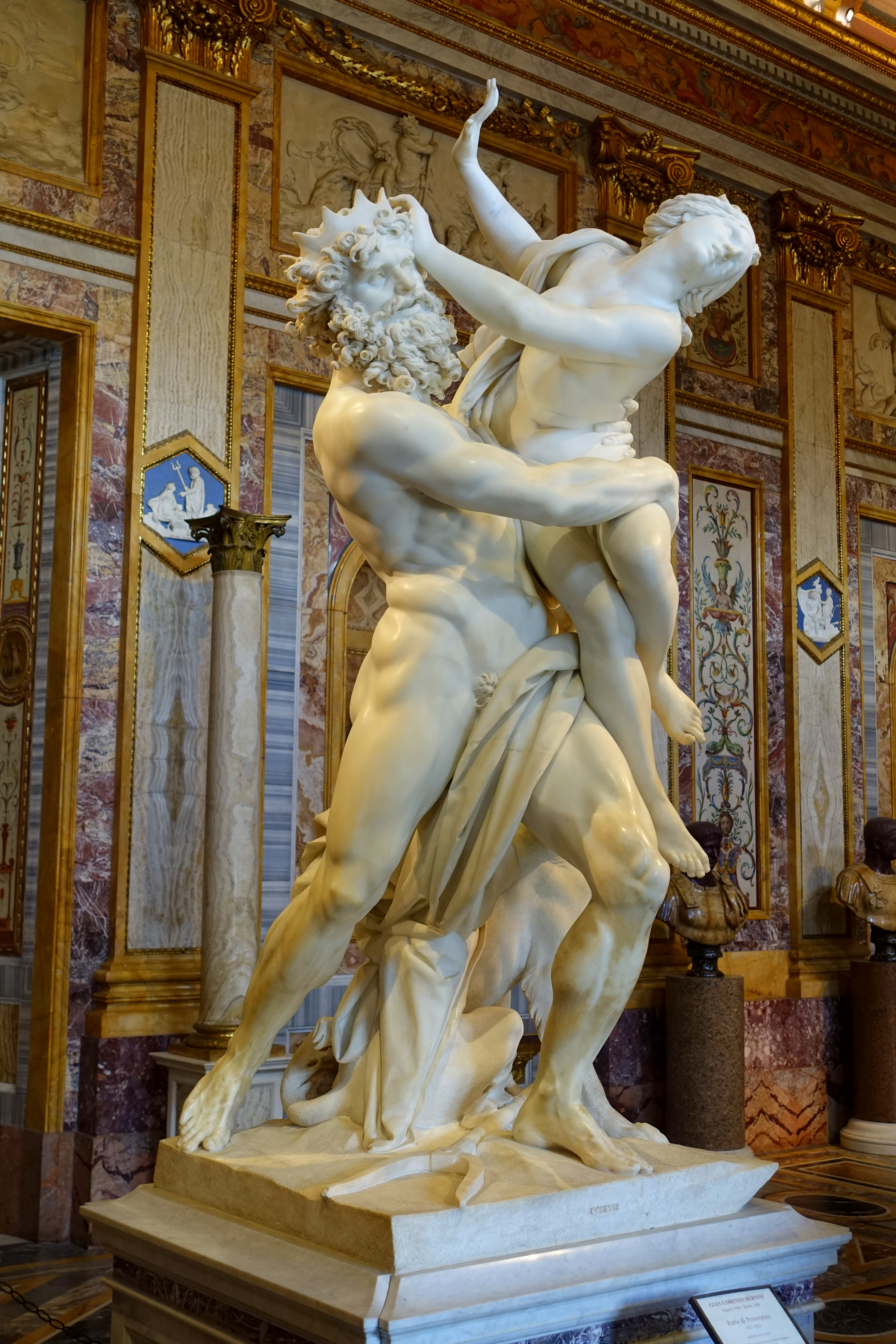
Raub der Proserpina von Bernini, Villa Borghese, Rom

Eine der bekanntesten bildnerischen Darstellungen ist die Marmorgruppe „Raub der Proserpina“ von Gian Lorenzo Bernini in der Villa Borghese in Rom.